# Флаг Сосновоборска
Флаг городского поселения «Рабочий посёлок Сосновобо́рск» Сосновоборского муниципального района Пензенской области Российской Федерации.

## Описание
«Флаг представляет собой прямоугольное полотнище с соотношением ширины к длине 2:3, разделённое по вертикали на голубую и белую части в соотношении 7:3 и несущее вдоль верхнего края красную полосу шириной 3/10 от ширины полотнища; на фоне всех трёх частей воспроизведено изображение жёлтой сосны и держащей её жёлтой, с чёрными перьями, орлиной лапы, при этом лапа изображена вплотную к свободному краю, а ось ствола сосны совпадает с границей голубой и белой частей».

## Обоснование символики
Современное название рабочий посёлок получил в 1940 году (до этого село Нескучное, затем Литвиново). Село было основано в начале XIX века и принадлежало дворянам Шутовым, Сабуровым и Чимбасовым. Располагалось оно среди лесных массивов (в том числе и сосновых боров) на реке Тешнярь и её притоке Алилейке в пойме реки Суры.
Сосна изображённая на флаге — наглядно символизирует рабочий посёлок, поскольку входит составной частью в топоним посёлка.
Трёхчастное деление флага, его цветовое решение и орлиная лапа взяты из герба рода Сабуровых, одних из основателей села, внёсших большой вклад в его становление и развитие. Так, в 1839 году майором Я. В. Сабуровым основана суконная фабрика, действующая и поныне.
Орлиная лапа с когтями — символ свободы и неуступчивости.
Сосна, как представитель хвойных пород деревьев — символ постоянства жизни, смены времён года, возрождения природы, самообладания и бессмертия.
Голубой цвет — символ возвышенных устремлений, искренности, преданности, возрождения.
Белый цвет (серебро) — символ чистоты, совершенства, мира и взаимопонимания.
Красный цвет — символ жизнеутверждающей силы, мужества, праздника, красоты.
Жёлтый цвет (золото) — символ урожая, богатства, стабильности, уважения и интеллекта.
Чёрный цвет символизирует благоразумие, мудрость, скромность, честность.